# Sju Sjungande Systrar
Sju Sjungande Systrar var en kristen sånggrupp från norrländska Klöverträsk som gav ut flera skivor. Tre av de sju systrarna avled under 2008. Det var Märta som avled i april, Maj i juli och Selma i augusti. Denna Selma Boman (1923–2008) var mor till sångerskan Margot Ögren, tidigare känd som Margot Boman.